# Венадос (футбольный клуб)
«Вена́дос» (исп. Venados Fútbol Club, «Олени») — мексиканский профессиональный футбольный клуб из города Мерида, штата Юкатан. Выступает в Ассенсо МХ, втором футбольном дивизионе Мексики.

## История
Клуб был основан под названием «Венадос де Юкатан» в 1988 году и начал выступление в Сегунде. Под этим названием клуб играл до своего первого расформирования в 2001 году, когда клуб на протяжении многих сезонов выступал во второй лиге мексиканского футбола.
В 2002 году команда была возрождена как «Атлетико Юкатан», но и она была в скором времени расформирована.
Со второй попытки, в 2003 году братьями Артуро и Маурисио Мильет Рейес, на базе выкупленной ими франшизы второго дивизиона у клуба «Насиональ де Тихуана» был создан клуб «Мерида». Таким образом братья Мильет пытались восстановить команду второго дивизиона в городе, после того как предыдущий местный клуб «Атлетико Юкатан» прекратил существование. Лучшим результатом команды стал выход в полуфинал турнира Клаусура 2004. После турнира Клаусура 2005, братья Мильет продали франшизу клубу «Ирапуато», ссылаясь на экономические проблемы в связи с низкой посещаемостью и недостаточным финансированием местной администрацией. 

Эмблема клуба до 2015 года, когда он носил название «Мерида»

Вскоре, Мильет организовали новую команду, которая начала выступать в любительской лиге штата Юкатан, а также открыли тренировочный центр в Аргентине для привлечения местных талантов.  Новая команда пробилась в низший профессиональный дивизион (Терсеру), где выступала в течение года, после чего распалась.
В 2008 году Артуро Мильет выкупил фарм-команду «Монаркас Морелия А» клуба «Монаркас Морелия», выступавшую во втором дивизионе.  Мильет заявил, что планирует оставить команду в Мериде, в том числе, если команда сумеет выйти в высший дивизион.  Клуб выиграл турнир Клаусура 2009, но в серии плей-офф за выход в высшую лигу уступил клубу «Керетаро» в послематчевых пенальти.
В 2015 году, с приходом нового президента Родолфо Росас Кантильо, «Мерида» была переименована в «Венадос». Это было сделано с целью ассоциировать команду со штатом Юкатан, а не только с городом, где базируется клуб.